# Abborrtjärnen (Kroppa socken, Värmland, 660836-141130)
Abborrtjärnen är en sjö i Filipstads kommun i Värmland och ingår i Göta älvs huvudavrinningsområde.